# Columba (rod)
Columba je rod srednje velikih i velikih golubova iz porodice Columbidae.

## Taksonomija
Rod Columba uveo je švedski prirodoslovac Carl Linné 1758. godine u desetom izdanju svoga djela Systema Naturae.
Priznato je 35 vrsta od kojih su dvije izumrle.
- Columba livia
- Columba rupestris
- Columba leuconota
- Columba guinea
- Columba albitorques
- Columba oenas
- Columba eversmanni
- Columba oliviae
- Columba palumbus
- Columba trocaz
- Columba bollii
- Columba junoniae
- Columba unicincta
- Columba arquatrix
- Columba sjostedti
- Columba thomensis
- Columba pollenii
- Columba hodgsonii
- Columba albinucha
- Columba pulchricollis
- Columba elphinstonii
- Columba torringtoniae
- Columba punicea
- Columba argentina
- Columba palumboides
- Columba janthina
- †Columba versicolor
- †Columba jouyi
- Columba vitiensis
- Columba leucomela
- Columba pallidiceps
- Columba delegorguei
- Columba iriditorques
- Columba malherbii
- Columba larvata